# Vladimir Voevodsky
Vladimir Voevodsky (em russo:  Владимир Воеводский; Moscou, 4 de junho de 1966 – Nova Jérsei, 30 de setembro de 2017) foi um matemático russo. Ficou conhecido por seu trabalho com homotopia para variedades algébricas e pela formulação de cohomologia motivic que lhe renderia uma Medalha Fields em 2002. Ele também é notório pela prova de conjectura Milnor e as conjecturas Bloch-Kato e pelas fundamentos univalentes da matemática.